# Livađani
Livađani es una localidad de Croacia en el ejido de la ciudad de Lipik, condado de Požega-Eslavonia.

## Geografía
Se encuentra a una altitud de 156 m s. n. m. a 117 km de la capital nacional, Zagreb.

## Demografía
En el censo 2021 el total de población de la localidad fue de 8 habitantes.
| Gráfica de población de Livađani 1857-2021                          |
|                                                                     |
| Según los censos de población de la oficina estadística de Croacia. |